# Línia evolutiva de Lileep
Aquesta línia evolutiva de Pokémon inclou Lileep i Cradily.

## Lileep
Lileep és una de les espècies que apareixen a la franquícia Pokémon, una sèrie de videojocs, anime, mangues, llibres, cartes col·leccionables i altres mitjans que va ser inventada per Satoshi Tajiri i ha generat milers de milions de dòlars en beneficis per a Nintendo i Game Freak. És de tipus roca i tipus planta i evoluciona a Cradily.

## Cradily
Cradily és una de les espècies que apareixen a la franquícia Pokémon, una sèrie de videojocs, anime, mangues, llibres, cartes col·leccionables i altres mitjans que va ser inventada per Satoshi Tajiri i ha generat milers de milions de dòlars en beneficis per a Nintendo i Game Freak. És de tipus roca i tipus planta i evoluciona de Lileep.